# Kock (dynastia chasydzka)
Kotzk - dynastia chasydzka założona w I połowie XIX wieku przez Menechema Mendla Morgensterna (ucznia Widzącego z Lublina) i mająca siedzibę w Kocku. Po jego śmierci (1859) funkcję cadyka pełnili jego potomkowie m.in. Dawid Morgenstern, Chaim Izrael Morgenstern, Mojżesz Mordechaj Morgenstern i Jakub Jazue Morgenstern. Ostatni cadyk z dynastii - Józef Morgenstern zginął podczas niemieckiego nalotu na Kock 9 września 1939.